# Linea 124
La linea 36 (Ligne 124 in francese, Spoorlijn 124 in olandese) è una linea ferroviaria belga a scartamento ordinario lunga 55,9 km che unisce la capitale Bruxelles con la città di Charleroi.
Nel XX secolo ha rivestito un ruolo chiave per l'economia nazionale in quanto vettore di trasporto principale del carbone estratto dal bacino di Charleroi verso il porto di Anversa.

## Storia
Il 23 ottobre 1843 fu aperta al traffico la linea ferroviaria Braine-le-Comte-Namur via Manage e Charleroi. Per un trentennio questa ferrovia sarà l'unico collegamento ferroviario tra Bruxelles e Charleroi.
All'inizio degli anni settanta, la compagnia statale Chemins de fer de l’État decise di creare un collegamento ferroviario diretto tra la capitale e Charleroi via Nivelles. Così, tra il 20 settembre 1873 ed il 1º giugno 1874, in una serie di tappe, venne realizzata la nuova linea che, nel suo segmento finale, ovverosia quello compreso tra Luttre e Charleroi, s'andava ad innestare sulla ferrovia per Namur.
La linea fu interamente elettrificata il 19 novembre 1949.